# 兀鲁不花
兀鲁不花（？—1288年），元朝将领。蒙古乃蠻台氏。
兀鲁不花的父亲海速，充任昔烈木千戶所蒙古軍百戶。兀魯不花开始充为蒙古軍五十戶。至元七年（1270年），從昔烈木千戶攻打南宋，以功被任命为權百戶，跟随僉省阿里海牙攻打樊城。至元十一年（1274年），参与攻打新城、鄂東門、處州，屢立戰功。至元二十五年（1288年），賜銀符，授任为敦武校尉、後衛親軍百戶。同年秋天去世。其弟怯烈吉襲位。怯烈吉去世，怯烈吉的儿子和尚襲位。